# Логовой (Кемеровская область)
Логовой — посёлок в Юргинском районе Кемеровской области. Входит в состав Юргинского сельского поселения.

## История
В 1967 г. Указом Президиума ВС РСФСР поселок фермы № 2 совхоза «Прогресс» переименован в Логовой.

## Население
| 2010 |
| ---- |
| 110  |

## Инфраструктура
Развито сельское хозяйство.
В советское время работала ферма совхоза «Прогресс».

## Транспорт
Подъездная дорога к федеральной трассе Р-255 Сибирь.